# Iipumbu Ya Tshilongo
Iipumbu Ya Tshilongo, auch yaThshilongo (* 1873 in Onatshiku bei Elim; † 9. September 1959 in Oshikuku) war von 1907 bis 1932 König der Uukwambi, einem Clan der Ovambo in Deutsch-Südwestafrika bzw. Südwestafrika, dem heutigen Namibia.
Tshilongo erhielt den Spitznamen Ndilimani (Oshivambo für Dynamit), da er bei einer Explosion drei Finger an seiner linken Hand verloren hatte.
Nach seiner Machtübernahme von Negumbo lya Kandenge 1907 etablierte er Omapona als seine Hauptstadt, ehe er später seinen Geburtsort wieder zur Hauptstadt machte. Ab 1922 bewaffnete er sein Volk, um die Handelswege zwischen Onolongo und Ongwediva gegen die Weißen Kolonialisten zu schützen. 
Nur zwei Jahre später, am 13. Mai 1924, erlaubte Tshilongo den Aufbau einer römisch-katholischen Mission in Oshikuku. Ab diesem Zeitpunkt soll es zahlreiche Beschwerden über den König durch die staatliche Verwaltung und Missionare gegeben haben. So soll sich Tshilongo regelmäßig geweigert haben, Arbeitskräfte seines Volkes zu entsenden. Andererseits war er laut Überlieferungen ein Tyrann und viele Angehörige seines Volkes verließen das traditionelle Siedlungsgebiet. Auch sein Hang zu Inzest soll ihn unter den eigenen Anhängern unbeliebt gemacht haben. Zahlreiche Vorfälle dieser Art haben am Ende zur Absetzung von Tshilongo geführt. Hierbei war der Regionalkommissar Carl Hugo Linsingen „Cocky“ Hahn maßgeblich beteiligt. Er entsandte Kampfflugzeuge und Bodentruppen gegen die Uukwambi bei Ombwelafuma. Tshilongo hingegen versuchte die portugiesische Verwaltung in Angola auf seine Seite zu ziehen, was ihm nicht gelang. Nachdem Hahn von dem Versuch erfahren hatte, begann dieser einen letzten Feldzug mit Hilfe der Uukwanyama und Ondonga. Tshilongo wurde letztlich bei Onemedhiya verhaftet und ins Exil Richtung Okavango verdrängt.
1938 kehrte er aufgrund einer schweren Krankheit in seine Heimat zurück. Er starb 1959 in Oshikuku. Erst ab 1991 gab es mit Iipumbu Herman Iipumbu wieder einen König der Uukwambi.
Tshilongo wurde symbolisch auf dem Heldenacker bei Windhoek als Nationalheld beigesetzt. Seine Gedenkstätte in der Region Omusati ist seit dem 15. August 2014 ein Nationaldenkmal Namibias.